# Populacja mendlowska
Populacja mendlowska, populacja genetyczna - model opisujący populację biologiczną. Są to osobniki należące do jednego gatunku, zamieszkujące określony teren. Populacja genetyczna musi być duża, osobniki do niej należące muszą rozmnażać się płciowo i zachodzi w niej panmiksja, czyli losowe krzyżowanie się osobników i losowe łączenie się gamet.